# آکه نوردین
آکه نوردین (انگلیسی: Åke Nordin; ۱۷ مارس ۱۹۳۶ – ۲۷ دسامبر ۲۰۱۳) کارآفرین اهل سوئد بود، که در سال ۱۹۶۰ شرکت فیالراون را تأسیس کرد.